# はやぶさ (フェリー・4代)
はやぶさは、青函フェリー株式会社が運航しているフェリー。本項目では、旧・共栄運輸により2014年に就航した4代目を取り扱う。

## 概要
はやぶさ (3代)の代船として函館どつく室蘭製作所で建造され、2014年3月16日に竣工した。その後、3月25日に函館港でお披露目会が行われた後、函館港北埠頭耐震岸壁整備に伴う函館ターミナルの新バースへの移動に合わせて、3月28日に函館港18時発の12便から運航を開始した。

## 設計
車両航送の需要増により積み残しが発生していたことから前船より大型化し、車両搭載能力がトラック約10台分増加した。
旅客設備が大幅に強化されており、旅客定員が80名から300名に増加、青函フェリーの就航船で初となる個室も設けられた。

## 船内

### 船室
- ステートルーム（2室） - 個室、ベッド
- ステートルーム（2室） - 個室、2段ベッド
- 2等椅子席（1室）
- 2等室（4室、うち1室は婦人専用）
- バリアフリー椅子席
- ドライバールーム（2室） - 階段式2段ベッド、1室は一般旅客も利用可能

### 設備
- 自動販売機（飲料・カップ麺）
- シャワールーム（男・女）
- 喫煙室
- エレベーター